# Vroni König-Salmi
Vroni König-Salmi, född 6 juli 1969 i Wellington på Nya Zeeland , är en schweizisk orienterare med ett flertal internationella mästerskapsmedaljer.